# 史子荣
史子荣（1914年—2002年6月6日），族名史玉庆，男，生于中华民国直隶省隆平县（今河北省邢台市隆尧县固城镇前岳村），中华人民共和国政治人物，曾任中共湖北省委文教部部长，湖北省政协副主席。